# Аделайз (Беневенто)
Аделайз (на латински: Audelahis, Audelais, Adelais, Andelais; † сл. 733) е от 731/732 до 733 г. узурпатор – херцог на Беневенто.

## Биография
Когато през 731/732 г. херцог Ромуалд II умира, започват разногласия за трона. Аделайз побеждава Гизулф II, който е още малко дете. Управлява две години и е смъкнат от привържениците на Гизулф. Крал Лиутпранд поставя за dux племенника си Григорий, взема Гизулф при себе си в Павия и го отглежда като свое дете.